# 特穆塔拉干统治者列表
特穆塔拉干是俄罗斯境内邻近黑海与亚速海的一座古城市。在中世纪，一些被分封到这里的留里克王朝的王子在这里建立了一个公国。

## 历代王公
- 姆斯季斯拉夫·弗拉基米罗维奇 988年 - 1036年
- 格列布·斯维亚托斯拉维奇 1064年
- 罗斯季斯拉夫·弗拉基米罗维奇 1064年 - 1066年
- 格列布·斯维亚托斯拉维奇 1066年 - 1068年
- 罗曼·斯维亚托斯拉维奇 1077年 - 1079年
- 达维德·伊戈列维奇 1081年 - 1083年
- 奥列格·斯维亚托斯拉维奇 1083年 - 1094年